# سيلفيو بينديا
سيلفيو بينديا (بالرومانية: Silviu Bindea)‏ (24 أكتوبر 1912 - 9 مارس 1992) لاعب كرة قدم روماني راحل كان يجيد اللعب في خط الهجوم.
لعب طوال مسيرته الرياضية في أندية رومانيا كلوج (1930-1932) ريبنسيا تيميشوارا (1932-1939) كام تيميشوارا (1939-1940) ريبنسيا تيميشوارا (1940-1949).
مثل منتخب رومانيا في 27 مباراة مسجلا 11 هدف (1932-1942). شارك مع منتخب رومانيا في بطولة كأس العالم 1934 في إيطاليا حيث خرج من الدور الثمن النهائي وفي بطولة كأس العالم 1938 في فرنسا حيث خرج من الدور الثمن النهائي بعد مباراة الإعادة.
تولى تدريب نادي بوليتيهنيكا تيميشوارا (1955) (1960).

## وصلات خارجية
- سيلفيو بينديا على موقع الاتحاد الدولي (مؤرشف)  (الإنجليزية)
- سيلفيو بينديا على موقع قاعدة بيانات كرة القدم.إي يو (الإنجليزية)
- سيلفيو بينديا على موقع ناشيونال فوتبول تيمز (الإنجليزية)
- سيلفيو بينديا على موقع Soccerway.com (الإنجليزية)
- سيلفيو بينديا على موقع عالم كرة القدم.نت (الإنجليزية)

- هذا سيرة ذاتية